# マット・ワイズ
マシュー・ジョン・ワイズ（Matthew John Wise, 1975年11月18日 - ）は、アメリカ合衆国カリフォルニア州サンバーナーディーノ郡モントクレア出身の元プロ野球選手（投手）。右投右打。現在は、MLBのシカゴ・ホワイトソックスの投手コーチ補佐を務める。

## 経歴

### プロ入り前
1993年のMLBドラフト54巡目（全体1451位）でシアトル・マリナーズから指名されたが、この時は契約せずにペパーダイン大学へ進学した。
カリフォルニア州立大学フラトン校へ移った後の1996年はMLBドラフト64巡目（全体1625位）でニューヨーク・ヤンキースから指名されたが、この時も契約しなかった。

### 現役時代
1997年のMLBドラフト6巡目（全体177位）でアナハイム・エンゼルスから指名され、プロ入り。
2000年8月2日にメジャーデビュー。2004年のミルウォーキー・ブルワーズ移籍後よりリリーフとしてメジャーに定着した。
その後、ニューヨーク・メッツでプレーの2008年を最後に引退した。

### 引退後
引退後は2012年から2019年まではロサンゼルス・エンゼルス傘下のマイナーで投手コーチを歴任した。
2020年からはエンゼルスでブルペンコーチを務める。
2021年2月16日、投手コーチだったミッキー・キャラウェイが不祥事により職務停止になった事態を受け、投手コーチ代行を務めることが発表された。5月26日に代行の肩書が外れて正式に投手コーチとなり、2023年まで務めた。
2024年からはシカゴ・ホワイトソックスで投手コーチ補佐を務める。

## 投球スタイル
オーバースローから投げ込んでくる速球（フォーシーム、ツーシーム）と、スライダー、チェンジアップのコンビネーションで組み立てていた。

## 詳細情報

### 背番号
- 32（2000年 - 2002年）
- 26（2004年）
- 38（2005年 - 2008年）
- 83（2020年 - 2023年）